# 周四原則
周四原則（しゅうよんげんそく）は1970年（昭和45年）4月19日に松村謙三が日中覚書貿易交渉で訪中した際、中国首相・周恩来が日中貿易継続の条件として示した4つの原則。周四条件ともいう。

## 概要
中華人民共和国は下記に該当する企業との取引を拒否する。
1. 中華民国および韓国を援助する企業
2. 中華民国および韓国に投資をおこなっている企業
3. アメリカのベトナム戦争政策を援助する目的で兵器・弾薬などの軍事物資を供給している企業
4. アメリカ企業の子会社および合弁会社

## 背景
中国側がこれらの条件を示した背景には当時の日本において佐藤内閣がとっていた中国敵視政策に対抗する意図があったといわれている。